# По шматочках
«По шматочках» («Picking Up the Pieces») — американська кінокомедія 2000 року, знята режисером Альфонсо Арау, з Вуді Алленом і Шерон Стоун у головних ролях.

## Сюжет
Текс (Вуді Аллен) — м'ясник, який вбиває свою невірну дружину Кенді (Шерон Стоун) і розрізає її на шматочки. Після розрізання тіла Кенді Текс закопує більшу частину частин її тіла в пустелі в Нью-Мексико. Сліпа жінка випадково спотикається об руку Кенді, яка не була закопана. Взявши її до рук, вона відновлює зір сліпій жінці і оголошує цю руку Рукою Діви Марії. Потім про руку говорять усі в місті і люди стікаються туди, щоб вилікуватися. У місті пішли чутки, що це може бути рука чоловіка-каліки, в якого відросли нові ноги, рука підлітка, що позбувається прищів, або рука маленької людини, в якої збільшилася чоловіча гідність. Текс чує про ці чудеса і намагається повернути руку, поки його переслідує офіцер поліції Бобо (Кіфер Сазерленд), який був одним із коханців його дружини. Зрештою Текс і офіцер поліції Бобо знаходять руку, і крадіжка руки Тексом зводить нанівець усі чудеса, які вона зробила. Поки Текс перебуває у в'язниці, його відвідує дух його дружини, вона розповідає йому, що, незважаючи на її життя, сповнене розпусти, перелюбу, і страждання, які вона перенесла з Тексом, їй дозволили потрапити на небеса, і вона влаштовує так, щоб він вийшов зі своєї камери, щоб він міг повернути руку церкві.

## У ролях
- Девід Швіммер — Лео Джером
- Вуді Аллен — Текс Коулі
- Шерон Стоун — Кенді Коулі
- Альфонсо Арау — Амадо, лікар
- Браян Брофі — кореспондент CNN
- Бетті Карвальо — Хуана
- Енріке Кастілло — Грасієнто
- Хорхе Сервера — Юнойо
- О'Ніл Комптон — Тексас Джон
- Марія Грація Кучінотта — Дезі
- Денні Де Ла Пас — роль другого плану
- Енді Дік — роль другого плану
- Фран Дрешер — Фріда
- Річард Едсон — роль другого плану
- Елліотт Ґулд — роль другого плану
- Джозеф Гордон-Левітт — Флако
- Едді Гріффін — роль другого плану
- Джон Вертас — роль другого плану
- Кеті Кінні — роль другого плану
- Міа Маестро — Карла
- Чіч Марін — мер міста
- Мігель Мас — роль другого плану
- Фріц Масімо — роль другого плану
- Кіт Макдонаф — роль другого плану
- Маркус Деміан — роль другого плану
- Лупі Онтіверос — Констанція
- Даяна Ортеллі — роль другого плану
- Лу Даймонд Філіпс — роль другого плану
- Барбара Пілавін — роль другого плану
- Тоні Плана — роль другого плану
- Ендрю Роа — роль другого плану
- Валенте Родрігес — роль другого плану
- Річард Сараф'ян — роль другого плану
- Джекі Гуерра — роль другого плану
- Пепе Серна — роль другого плану
- Анжеліка Арагон — роль другого плану
- Кіфер Сазерленд — Бобо, шериф
- Дена Вудс — роль другого плану
- Хуан Хіменес — роль другого плану
- Сесілія Тіжеріна — роль другого плану
- Гектор Елісондо — роль другого плану
- Алан Хейтц — роль другого плану
- Скотт Сандлер — роль другого плану
- Лілі Томлін — роль другого плану
- Йан Пессано — роль другого плану

## Знімальна група
- Режисер — Альфонсо Арау
- Сценарист — Білл Вілсон
- Оператор — Вітторіо Стораро
- Композитор — Руй Фолгуера
- Продюсери — Альфонсо Арау, Мімі Полк, Дональд Кушнер, Пітер Лок, Пол Сандберг, Роні Яков